# Aelia rostrata
L'Aelia rostrata Boheman, 1852, è un insetto appartenente all'ordine dei Rincoti e al sottordine Heteroptera.

## Descrizione
L'adulto si presenta di colore giallastro con linee longitudinali di colore bruno, con apparato boccale a forma di rostro.
L'Aelia rostrata compie una sola generazione annua. 
Sverna in primavera (aprile) sotto piante aromatiche e in seguito si trasferisce nelle piantagioni di grano, dove inizia ad nutrirsi di ogni sua parte ad eccezione delle radici,
Successivamente si accoppiano e le femmine ovidepongono (su due file, circa 12 uova) nella pagina inferiore delle foglie. Dopo circa 15 giorni nascono le neanidi e verso la metà di giugno si avranno le prime forme adulte. 
Le forme adulte provocano dei grappoli sulle spighe ed insieme agli stadi giovanili attaccano le foglie ed i culmi; provocando il raggrinzimento della cariosside con conseguente inutilizzabilità della farina dovuta all'alterazione chimica causata dalla saliva, che conferisce alla cariosside un sapore sgradevole.

## Lotta
Il controllo chimico può essere effettuato in aprile con l'arrivo degli adulti nei campi di grano, prima che avvenga l'ovodeposizione, attraverso l'utilizzo di fosforganici o del Trichorphon
Tra i nemici parassitoidi ricordiamo: Imenotteri e Ditteri ed un fungo del genere Botrytis.